# Annemarie Sörensen

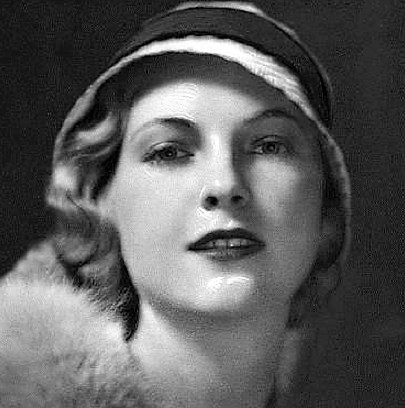
Annemarie Sörensen (1934)

Annemarie Sörensen (* 19. Dezember 1913 in Ober-Gerlachsheim, Landkreis Lauban, Provinz Schlesien; † Dezember 1993 in Reading, Berkshire, England) war eine deutsche Schauspielerin.

## Leben
Die Tochter des schlesischen Rittergutsbesitzers Waldemar Sörensen und seiner Frau Helene verließ 17-jährig ihr Mädchenpensionat in Weimar und ging nach Berlin, um Filmschauspielerin zu werden. Nach erfolglosen Bemühungen kehrte sie zu ihren Eltern zurück, bis sie bei einer weiteren Bewerbung, nun mit Unterstützung der Eltern, 1931 in dem Film Die Schlacht von Bademünde ihre erste kleine Rolle bekam.
1932 hatte sie eine sehr viel bedeutendere Aufgabe in der Opernverfilmung Die verkaufte Braut, wo sie als Partnerin von Paul Kemp mit dem Lied „Alles geht am Schnürchen“ auch eine Gesangseinlage gab. Dreimal, in Heinz im Mond, So ein Flegel und Wer wagt – gewinnt stand sie neben Heinz Rühmann vor der Kamera.
Der letztgenannte, 1934 abgedrehte Film kam mit einiger Verspätung ins Kino, im Juli 1935. Es hatten an der Entstehung einige vom Regime missbilligte Künstler mitgewirkt. Bereits seit Winter 1934/35 bekam die Protestantin Annemarie Sörensen (bei Meldeeinträgen in Wien gab sie in der Rubrik ‘Religion‘ „ev. luth“ an) beträchtliche Schwierigkeiten mit der NS-Reichskulturkammer aufgrund ungeklärter ‘rassischer‘ Abstammung, wie es hieß. Daraufhin verließ die Künstlerin das Reich und ging seit dem Frühjahr 1935 auf Reisen durch Europa. Belegt sind Aufenthalte in Budapest, Marienbad, Stockholm und Paris.
Im Mai 1936 hielt sich Annemarie Sörensen erstmals in London auf, zu Probeaufnahmen für die nicht zustande gekommene Dumas-Verfilmung Die schwarze Tulpe. Nach Zwischenstopps in Salzburg und Wien (September 1936) verließ die Künstlerin Österreich und ging erneut nach Paris. Im August 1938 heiratete sie in London-Marylebone den Briten John A. A. Henderson, der wenig später, im Zweiten Weltkrieg, fiel.
In zweiter Ehe war sie mit dem sieben Jahre älteren Londoner Bankier Michael Arthur Colefax verheiratet. Es sollte die letzte Nachricht über die ehemalige Filmschauspielerin Annemarie Sörensen bleiben, die sich seit ihrer ersten Eheschließung ins Privatleben zurückgezogen hatte. Die Ex-Schauspielerin überlebte ihren zweiten Gatten, mit dem sie sich als Anne Marie Colefax in der Grafschaft Berkshire niedergelassen hatte, um vier Jahre.

## Filmografie
- 1931: Die Schlacht von Bademünde
- 1932: Die verkaufte Braut
- 1933: Es war einmal ein Musikus
- 1933: Ein Unsichtbarer geht durch die Stadt
- 1934: So ein Flegel
- 1934: Zigeunerblut
- 1934: Heinz im Mond
- 1934: Ein Kind, ein Hund, ein Vagabund
- 1935: Dschainah, das Mädchen aus dem Tanzhaus
- 1935: Wer wagt – gewinnt
- 1935: 4½ Musketiere
- 1936: Rendezvous im Paradies (Skeppsbrutne Max)